# Blakea rotundifolia
Blakea rotundifolia är en tvåhjärtbladig växtart som beskrevs av David Don. Blakea rotundifolia ingår i släktet Blakea och familjen Melastomataceae. Inga underarter finns listade i Catalogue of Life.